# Подорож через місто
«Подорож через місто» — радянський телефільм з двох новел 1979 року, знятий режисерами Андрієм Бенкендорфом і Миколою Засєєвим-Руденком на Кіностудії ім. О. Довженка.

## Сюжет

### «Любов під псевдонімом»
Комедія про сучасного Дон-Жуана, в якій смішне і сумне переплітаються, змушуючи героїв задуматися про життя.

### «Подорож через місто»
Комедія про відповідальність людей за свої вчинки. Якби водій Петров не повіз свій гуркітливий багаж через нічне місто, навряд чи комусь спало б на думку влаштовувати серед ночі скандал за скандалом.

## У ролях
- Михайло Державін — Едуард Матвійович Митрушкін
- Юрій Ніфонтов — Іванов
- Віра Новикова — Іванова
- Раднер Муратов — Михайлов, укладальник асфальту
- Микола Гринько — Борисов, регулювальник (озвучив інший актор)
- Людмила Арініна — Григор'єва, перехожа з парасолькою
- Володимир Кашпур — Александров, директор Алексєєва (озвучив інший актор)
- Михайло Свєтін — Алексєєв, майстер з ремонту холодильників
- Маргарита Криницина — Федорова, продавчиня
- Юрій Волинцев — Сергєєв, карусельник
- Володимир Басов — Гаврилов, відвідувач атракціонів із синочком
- Євгенія Ханаєва — Титова, директор парку культури, мати Лізи
- Тамара Трач — Ліза, дочка Титової, наречена Володі Павлова
- Ігор Черницький — Володя Павлов, наречений Лізи
- Ірина Юревич — Ліда, диспетчер автопарку
- Віктор Мамаєв — Петров, водій вантажівки
- Спартак Мішулін — Акоп Тигранович, начальник відділу
- Ірина Буніна — Олена
- Ірина Калиновська — коханка Митрушкіна
- Віктор Байков — батько Митрушкіна
- Агафія Болотова — прибиральниця
- Сергій Дворецький — міліціонер
- Галина Довгозвяга — співробітниця відділу, колега Митрушкіна
- Тетяна Митрушина — Тетяна Іванівна, співробітниця відділу, колега Митрушкіна
- Ганна Ніколаєва — Ганна Тимофіївна, співробітниця відділу, колега Митрушкіна
- Юрій Рудченко — співробітник відділу, колега Митрушкіна
- Сергій Сібель — співробітник відділу, колега Митрушкіна
- Лідія Чащина — Світлана
- Ніна Шаролапова — продавчиня зоомагазину
- Лілія Гриценко — старенька
- Борис Александров — маляр
- Неоніла Гнеповська — продавчиня
- Микола Гудзь — маляр
- Людмила Зверховська — секретар Александрова
- Зиновій Гердт — текст від автора

## Знімальна група
- Режисери — Андрій Бенкендорф, Микола Засєєв-Руденко
- Сценаристи — Леонід Різін, Володимир Свиридов, Віктор Шерстюков
- Оператори — Борис Мясников, Вадим Верещак
- Композитор — Вадим Храпачов, Володимир Бистряков
- Художники — Юрій Муллер, Григорій Павленко, Валерій Софронов